# Absolute (produttori discografici)
Gli Absolute sono una squadra di produttori musicali britannica formata da Paul Wilson e Andy Watkins nel 1988.
Dopo aver pubblicato alcuni singoli insieme, Don't You Wanna be Mine e Introduce Me to Love, rispettivamente del 1991 e del 1992 per l'etichetta discografica Rhythm King Records, passarono definitivamente alla produzione di brani musicali pop e dance pop per artisti come Lisa Stansfield e Al Green fino ad arrivare, nel 1996, a collaborare con le Spice Girls per il loro album di debutto Spice e per i successivi, contribuendo a lanciare il gruppo nel mondo musicale della fine degli anni novanta e producendo canzoni celebri come Who Do You Think You Are.
Successivamente hanno curato la produzione di due album di una delle componenti del gruppo, Schizophonic e Scream If You Wanna Go Faster di Geri Halliwell, e di diversi artisti tra cui gli S Club 7 e l'album Twenty Four Seven di Tina Turner.